# Уход великого старца
«Уход великого старца» (другое название — «Жизнь Л. Н. Толстого», 1912) — немой художественный фильм Якова Протазанова и Елизаветы Тиман по мотивам свидетельств о последнем периоде жизни Льва Николаевича Толстого.
Фильм не был выпущен в прокат в России после протестов семьи Толстого и близких к нему людей (в частности, В. Г. Черткова) и показывался только за рубежом. 

«…воспроизведены совершенно неправдоподобные сцены, а те, которые правдоподобны, в большинстве случаев представлены в диком и лживом освещении. Гр. С. А. Толстая, В. Г. Чертков и другие лица, близкие ко Льву Николаевичу, были воспроизведены на экране в карикатурных и оскорбительных для них положениях.»— «В Ясной Поляне». — «Русское Слово», № 225 от 4 ноября 1912, с.7.

## Сюжет
Лев Толстой (Владимир Шатерников) в последний период своей жизни разрывается между своими убеждениями, согласно которым он и его семья должны отказаться от собственности, и любовью к жене Софье Андреевне (Ольга Петрова), которая требует, чтобы граф не лишал семью средств к существованию.
Несколько сцен иллюстрируют это противоречие и духовные страдания Толстого. Крестьяне приходят к Толстому с просьбой уступить им землю, которую они арендуют, и Толстой говорит им, что всем в имении владеет не он, а его жена. Они просят его передать от них графине очередную арендную плату. Когда Лев Николаевич берёт деньги, он слышит, как крестьяне говорят: «Когда просят уступки — так не хозяин, а когда деньги дают — берёт…»
Отношения между Львом Николаевичем и Софьей Андреевной становятся всё более напряжёнными. Толстой скрытно от жены составляет завещание и подписывает его в присутствии Черткова (Михаил Тамаров) и других свидетелей в лесу. В завещании он отказывается от прав на свои произведения и поручает их публикацию Черткову. Позже в усадьбе он отдаёт Черткову свою новую рукопись. В этот момент входит Софья Андреевна, замечает рукопись и буквально пытается вырвать её из рук Черткова.
Затем следует эпизод, в котором вдова-крестьянка просит у Толстого разрешения собирать в лесу хворост. Толстой разрешает, однако в лесу вдову замечает нанятый Софьей Андреевной для охраны поместья горец, бьёт женщину нагайкой и приводит на графский двор. Толстой освобождает её и вместе с дочерью Сашей (Елизавета Тиман) пытается облегчить её страдания.
Толстой не видит выхода из сложившейся ситуации, он пытается покончить жизнь самоубийством, готовит петлю и пишет предсмертную записку. Однако ему является образ его сестры, монахини Марии Николаевны Толстой, которая заклинает его не брать на душу греха. Вошедшая в кабинет отца Саша видит петлю и понимает, что отец на грани самоубийства. При её поддержке Толстой решает покинуть Ясную Поляну и уезжает в сопровождении своего врача.
Узнав об отъезде мужа и прочитав его прощальное письмо, Софья Андреевна впадает в отчаяние и пытается утопиться (в титрах эпизод именуется «симулирование самоубийства»).
Толстой приезжает в Шамординский монастырь к Марии Николаевне, которой рассказывает о том, как учил крестьянских детей, тачал сапоги, старался вести простую сельскую жизнь, что ему лучше будет работаться где-нибудь в избе, а не в поместье. Приезжает Саша, Толстой отправляется дальше с ней.
31 октября 1910 года он, тяжело больной, сходит с поезда на станции Астапово и находит приют у начальника станции (в эпизоде использованы документальные кадры, снятые прибывшими вскоре на станцию кинооператорами).
Последние минуты Толстого в присутствии дочери, врача, приехавших Черткова и Софьи Андреевны.
Документальный кадр: Лев Толстой на смертном одре.
Фильм заканчивается метафорической сценой: Христос на небесах принимает Толстого в свои объятия.

## В ролях
- Владимир Шатерников — Лев Толстой
- Ольга Петрова — Софья Андреевна
- Михаил Тамаров — Владимир Чертков
- Елизавета Тиман — Александра Львовна, дочь

## О создании фильма
Яков Протазанов вспоминал:

«Из моих ранних работ эта картина была для меня, пожалуй, самым увлекательным и волнующим замыслом. <…> Вспоминаю я этот эпизод в своей творческой жизни без стыда. <…> Тогда все казалось проще: молодость и жажда сенсации толкала на смелые замыслы.
<…> К Тиману явился литератор Тенеромо и предложил сделать сценарий из жизни Толстого на основании имеющегося у него весьма интересного материала. Тиман сразу понял, что в случае удачи такой фильм может принести фирме большую популярность и большой доход. Сценарий был заказан, написан и проредактирован людьми, близко знавшими Льва Николаевича. Это одно уже было залогом того, что в сценарий не только не будет допущено пошлости и вульгарности, но что семейная хроника Толстого трактована в сценарии вполне тактично.
Найти актера на роль Л. Н. Толстого и притом не раздумывая, без длительных поисков, было нелегким делом. Я предложил Владимира Шатерникова, актера, которого я очень любил, но который не обладал сходством с Толстым. Это означало, что потребуется необычайно искусный и сложный грим. Я обратился к скульптору Кавалеридзе, который работал, как я узнал, над скульптурным портретом Толстого. Был привлечен к этому делу очень неплохой гример Солнцев, который под наблюдением Кавалеридзе делал на лице Шатерникова портрет Толстого, то есть лепил надбровные дуги и скулы. Накладка грима Толстого занимала от 2 до 3 часов. Грим удался необычайно. Это один из самых блестящих портретных гримов, которые я знаю и мог бы вспомнить.
<…> По ходу действия Шатерникову нужно было подойти к воротам монастыря и поговорить с сестрой-привратницей. Съемочный аппарат был спрятан в закрытом автомобиле, чтобы не испугать монахиню. Собравшиеся вокруг зрители узнали в Шатерникове великого писателя, и привратница, испугавшись, что вела беседу с отлученным от церкви нечестивцем, хотела поднять скандал. Тогда мы подхватили актера, спрятали его в закрытую машину и исчезли, оставив после себя вопли и возмущение всего монастыря.

Но так как в основу сюжетного построения легли факты из хроники последнего периода жизни Толстого и наличествовала попытка объяснения причин его уход из Ясной Поляны, то одна только весть о готовящейся картине вызвала страшное возбуждение среди родных, близких друзей Толстого и в литературном мире. Тиман показал фильм Льву Львовичу, сыну покойного Л. Н. Толстого, и двум-трем из его родных. Они просили Тимана фильм не выпускать. К чести фирмы надо заметить, что Тиман не предпринял никаких шагов, чтобы добиться разрешения на выпуск картины ни полностью, ни в сокращенном виде, хотя право эксплуатации этой картины было запродано ростовской прокатной фирме „Торговый дом Ермольев, Зархин и Сегель“. <…> Легко себе представить, сколько волнений и огорчений доставил мне весь этот шум около картины.»

## Пресса о фильме
Граф Л. Л. Толстой сказал нашему сотруднику по поводу этого следующее:

— К сожалению, приходится констатировать, что циркулирующие в городе слухи о возмутительном надругательстве над именем моего покойного отца — чистейшая правда. Я своими глазами видел всю эту безобразную картину от начала до конца и, конечно, приложил все усилия к тому, чтобы она не увидела света. В России картина демонстрироваться не будет. Это я могу сказать с уверенностью.— «Петербургский листок», № 308 от 12 ноября 1912 года, с. 4

В самом деле, неужели же идеал кинематографии и высшее напряжение её интересов в том и заключается, чтобы показать, как Лев Николаевич готовит из полотенца петлю, зацепляет его за крюк и (нам стыдно писать это!) просовывает в эту петлю свою голову, или как Софья Андреевна бежит к пруду с намерением утопиться и затем падает на землю, дрыгая ногами? Неужели творчество для экрана заключается в том, чтобы изображать заведомо ложную сцену свидания Софьи Андреевны с умирающим Львом Николаевичем, который благословляет и целует её, и для осуществления подобной сцены самого дурного «кинематографического» тона рядить актера под великого писателя, для большого сходства наклеивая на собственный его нос второй нос из гуммозного пластыря? Именно в силу того, что наш журнал всегда старается служить идее, а не узкокоммерческим «интересам» кинематографии, он и не мог иначе откликнуться на явления, подобные «сорокатысячным» фильмам. — «Вестник кинематографии», 1912, № 54, с. 3-4.

## Интересные факты
- Для создания эффекта «видения» и при съёмке последней сцены (встречи Толстого с Христом) оператор Александр Левицкий впервые в практике российского кино применил двойную экспозицию[3].